# Missing 2010
Missing 2010 is een single uit 2010 van DJ F.R.A.N.K. 

## Tracklist
- 'Missing 2010' - 3:33
- 'Missing 2010' (Club mix) - 7:06